# Aspidimerus nigritus

Aspidimerus nigritus (лат.) — вид жуков рода Aspidimerus из семейства божьих коровок (Coccinellidae Latreille) (триба Aspidimerini, Scymninae). Юго-Восточная Азия.

## Распространение
Юго-Восточная Азия: Вьетнам, Китай (Yunnan).

## Описание
Мелкие жесткокрылые насекомые с овальной выпуклой сверху формой тела, длина тела 3,75 мм; ширина 3,00 мм. Голова мелкая, более чем в 2 раза (0,3) меньше ширины надкрылий. Глаза крупные, овальные. Скутеллюм и пронотум чёрные. Надкрылья чёрные. Голова красновато-коричневая с серебристо-белыми глазами. Нижняя часть тела красновато-коричневая, кроме тёмно-коричневых простернума, мезовентрита и метавентрита. Жгутик усика состоит из 8 или 9 члеников. Скутеллюм субтреугольный. Общая высота от высшей точки надкрылий до метавентрита (TH): 1,46 мм, соотношение общей длины тела к наибольшей ширине (TL/TW): 1,25; соотношение длины пронотума от среднего переднего края до основания пронотума к ширине пронотума в наиболее его широкой части (PL/PW): 0,53; соотношение длины надкрылий (от вершины до основания включая скутеллюм) к их ширине (EL/EW): 0,88. От других видов рода отличается строением гениталий и сильно выпуклым телом и почти полностью чёрной дорсальной поверхностью. У близких видов Aspidimerus spencii и Aspidimerus decemmaculatus сверху на надкрыльях несколько пятен. Вид был впервые описан в 1979 году под названием Cryptogonus nigritus Pang & Mao, 1979, а в 2013 году группой китайских энтомологов (Lizhi Huo, Xingmin Wang, Xiaosheng Chen, Shunxiang Ren; Engineering Research Center of Biological Control, Ministry of Education; College of Natural Resources and Environment, South China Agricultural University, Гуанчжоу, Китай) подтверждена синонимия с таксоном Aspidimerus dongpaoensis Hoàng, 1982.